# Монастырь Санта-Круш (Коимбра)
Монастырь Санта-Круш (порт. Mosteiro de Santa Cruz), в настоящее время чаще называемый Церковью Святого Креста, — архитектурно-исторический памятник города Коимбра, первой столицы Португалии. Будучи усыпальницей первых двух королей Португалии — Афонсу I Великого и Саншу I — имеет статус Национального Пантеона Португалии. Находится в самом центре Нижнего города, на улице Олимпио, недалеко от берега реки Мондегу.

## История
Монастырь был основан в 1131 году святым Теотонием — учеником святого Бернарда Клервоского и главой Ордена регулярных каноников Святого Креста  — для защиты стен Коимбры. Строительство монастыря святого Креста продолжалось до 1223 года, однако с первых же дней Португальской государственности он стал одним из важнейших монастырей, получившим многочисленные привилегии от Папского престола. Задолго до основания знаменитого университета Коимбры монастырь святого Креста стал научным и интеллектуальным центром, призванным работать на благо укрепления королевской власти; при монастыре работала школа, скрипторий, обширная библиотека. Здесь изучал богословие святой Антоний Падуанский (тогда ещё просто Фернанду де Бульойньш), здесь в 1220 году он был рукоположён.
Монастырь был важным центром музыкальной жизни, в нём работал, в частности, выдающийся полифонист эпохи Возрождения Педру де Кришту.

## Архитектура
Практически не осталось данных о том, как выглядел монастырь в XII—XV веках, известно лишь, что романская церковь с высокой башней на фасаде была однообъёмной в плане. В первой половине XVI века по приказу короля Мануэла I монастырь претерпел значительную перестройку и превратился в выдающийся памятник эпохи Возрождения.
Церковь представляет собой однонефную базилику под нервюрным сводом. Главный фасад монастыря в стиле мануэлино (1522—1525) привлекает внимание ярким контрастом между гладкой поверхностью башен и великолепием белокаменного портика с большим окном, богато украшенного каменной резьбой и скульптурами мастеров Диогу ди Каштилью и Николау Шантерена.
Настоящей жемчужиной монастыря святого Креста можно назвать амвон 1520 года, выполненный Жаном Руанским. Он установлен на каменной химере и украшен фигурами святого Августина, святого Иеронима и святого Климентия. В Главной капелле храма установлены гробницы первых королей Португалии Афонсу I Великого и Саншу I. Эти великолепные гробницы, сочетающие элементы готики и ренессанса, изготовлены в XVI веке Николау Шантереном вместо примитивных средневековых; сверху на саркофагах лежат скульптурные фигуры королей в рыцарских доспехах. Николау Шантерену принадлежит и резная каменная кафедра, насыщенная пышным убранством, которая считается одной из вершин творчества мастера.
В XVIII веке интерьер церкви был дополнен новым органом в стиле барокко.
Клуатр Молчания, построенный в первой четверти XVI века по проекту Маркуша Пириша, декорирован растительным орнаментом из лавровых листьев. Известняковые барельефы посвящены Ecce Homo, Крестному пути и погребению Христа. Из клуатра Молчания можно попасть в зал Капитула, облицованный изразцами XVI века. Ризница монастыря оформлялась уже в XVII веке, в её интерьерах видно влияние маньеризма — обилие света, облицованные деревом колонны, одноцветные изразцы и, конечно, великолепная религиозная живопись мастеров португальской школы.